# Ri Chol-myong
Ri Chol-myong (en hangul: 리철명; en hanja: 李哲民; Pionyang, Corea del Norte, 18 de febrero de 1988) es un futbolista norcoreano que juega como centrocampista en el Pyongyang City  de la Liga de fútbol de Corea del Norte.

## Selección nacional
Ha sido internacional con la selección de fútbol de Corea del Norte en 47 ocasiones y ha convertido 7 goles. Fue incluido en la lista de 23 jugadores de Corea del Norte para disputar la Copa del Mundo de 2010.
También formó parte de la selección en los Juegos Asiáticos de 2010. Corea del Norte perdió 8-9 en la tanda de penales contra los Emiratos Árabes Unidos en los cuartos de final. Ri falló el penal decisivo.

### Participaciones en Copas del Mundo
| Mundial                               | Sede      | Resultado        | Partidos | Goles |
| ------------------------------------- | --------- | ---------------- | -------- | ----- |
| Copa Mundial de Fútbol Sub-17 de 2005 | Perú      | Cuartos de final | 3        | 0     |
| Copa Mundial de Fútbol Sub-20 de 2007 | Canadá    | Fase de grupos   | 3        | 0     |
| Copa Mundial de Fútbol de 2010        | Sudáfrica | Fase de grupos   | 0        | 0     |

## Clubes
| Club           | País            | Año       |
| -------------- | --------------- | --------- |
| Pyongyang City | Corea del Norte | 2006-2013 |
| Rimyongsu      | Corea del Norte | 2014      |
| Pyongyang City | Corea del Norte | 2015-     |

## Palmarés

### Campeonatos nacionales
| Título                            | Club           | País            | Año  |
| --------------------------------- | -------------- | --------------- | ---- |
| Liga de fútbol de Corea del Norte | Pyongyang City | Corea del Norte | 2007 |
| Liga de fútbol de Corea del Norte | Pyongyang City | Corea del Norte | 2009 |

### Copas internacionales
| Título                 | Selección       | Sede      | Año  |
| ---------------------- | --------------- | --------- | ---- |
| Copa Desafío de la AFC | Corea del Norte | Sri Lanka | 2010 |
| Copa Desafío de la AFC | Corea del Norte | Nepal     | 2012 |